# Shōkōjo Sara
Shōkōjo Sara (яп. 小公女セーラ, Сьо:ко:дзьо се:ра, укр. Маленька принцеса Сара) — аніме-серіал 1985 року, створений студією Nippon Animation. Є частиною серії «Кінотеатр світових шедеврів». Історія заснована на романі «Маленька принцеса» англо-американської письменниці Френсіс Годжсон Бернет.
Серіал був обраний одним зі 100 найкращих аніме-серіалів усіх часів (глядачі TV Asahi). Його перекладено багатьма мовами, включаючи французьку, італійську, німецьку, арабську, та іспанську. На Філіппінах його показали на ABS-CBN на початку 1990-х і набув величезної популярності.

## Сюжет
1885 рік. Десятирічна Сара Кру — дочка багатого англійця. Втративши матір у ранньому дитинстві, вона все життя прожила в Індії з батьком, однак клімат в Індії шкідливий для дітей, до того ж Сарі необхідно здобути гарну освіту, тому батько відвозить її в Лондон і влаштовує до приватної школи-пансіону для дівчаток, якою керує міс Мінчін.
Попри багатство батька, Сара зовсім не пихата і не розпещена, а навпаки, добра і турботлива. У школі Сара швидко знаходить багато нових друзів, однак вона не сподобалася міс Мінчін, яка, втім, продовжувала ставитися до дівчинки з повагою лише через багатство її батька, доки одного разу під час святкування дня народження Сари не приходять жахливі звістки: батько Сари розорився і, не витримавши цього, помер. Сара залишається сиротою та без грошей. Дівчинці загрожує небезпека бути викинутою на вулицю, але міс Мінчін вирішує залишити Сару, щоб не зіпсувати репутацію школи.
Відтепер у житті Сари змінюється все: усі її речі розпродаються, щоб погасити її борги, замість розкішної кімнати її поселяють у маленьку темну кімнатку на горищі, вона більше не може відвідувати заняття і тепер мусить самостійно заробляти на життя — міс Мінчін робить із Сари служницю, яка змушена виконувати всю найбруднішу і найважчу роботу, а також терпіти приниження і жорстоке поводження міс Мінчін та інших працівників школи.
Весь світ Сари впав, і єдиний для неї спосіб пережити цю жахливу ситуацію — уявити себе принцесою, гордою, щедрою і доброю до всіх, незалежно від життєвих труднощів. Таке ставлення до життя допомагає Сарі стати сильнішою попри скрути її нового життя.

## Персонажі
Сара Кру (яп. セーラ・クルー, Се:ра Куру:)
Головна героїня. 10 років. Все життя прожила в Індії. Її батько англієць, а її мати була француженкою, тому Сара досить добре володіє французькою мовою. Любить читати книги і придумувати казки.
Беккі (яп. ベッキー, Беккі:)
Шкільна служниця. Щоб допомогти своїм бідним батькам, приїхала в Лондон працювати у школі міс Мінчін.
Марія Мінчін (яп. マリア・ミンチン, Маріа Мінтін)
Директорка школи. Жадібна і заздрісна. Лестить батькам своїх учениць, не любить Сару. У минулому вона була дуже бідною, тому стала жадібною. Осиротіла у віці 10 років і була змушена працювати, щоб утримувати себе та молодшу сестру.
Лавінія Герберт (яп. ラビニア・ハーバート, Рабініа Ха:ба:то)
Одна з учениць школи міс Мінчін. 13 років. Заздрить Сарі і після того, як та стала служницею, всіляко її ображає.
Пітер (яп. ピーター, Пі:та:)
Друг Сари і її особистий кучер. Кохає Сару і продовжує називати її панянкою навіть після того, як вона стала служницею.
Ерменґарда Сент-Джон (яп. アーメンガード・セントジョン, А:менґа:до Сентодзьон)
Подруга Сари. Повна дівчинка, тиха і сором'язлива, але дуже доброзичлива. Вона погано вчиться і їй зовсім не дається французька мова. Коли Лавінія ображає її, Сара її завжди захищає. Навіть після того, як Сара стала служницею, продовжує бути вірною Сарі і співчуває їй.
Лотті Лег (яп. ロッティ・レイ, Ротті Рей)
Наймолодша учениця в школі, їй лише 4 роки. Оскільки її відправили в школу відразу після смерті її матері, вона важко переживала це і сумувала за батьками, через що була досить примхливою. Після того, як Сара замінила їй матір, Лотті стала називати Сару «мама Сара». Не любить Лавінію і її свиту. Залишається вірною Сарі навіть після того, як та стала служницею.